# Regiunea Cerkasî
Cerkasî (în ucraineană Черкаська область, transliterat: Cerkaska oblast) este o regiune din Ucraina. Capitala sa este orașul Cerkasî.

## Demografie
Componența lingvistică a regiunii Cerkasî
     Ucraineană (92,49%)
     Rusă (6,66%)
     Alte limbi (0,22%)
Conform recensământului din 2001, majoritatea populației regiunii Cerkasî era vorbitoare de ucraineană (92,49%), existând în minoritate și vorbitori de rusă (6,66%).